# Fender Mustang

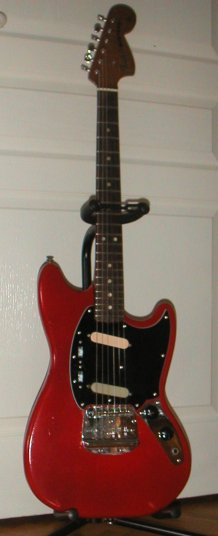
Fender Mustang uit 1968.

De Fender Mustang is een populair gitaarmodel van Fender uit augustus 1964. De gitaar heeft twee enkelspoelelementen en een kenmerkende vorm. Hij werd minder populair in de jaren zeventig, wat uiteindelijk leidde tot een productiestop in 1982.
Met name door bands als Nirvana en Sonic Youth werden oude uitverkochte Fendergitaren als de Mustang, de Jaguar en de Jazzmaster in de jaren negentig weer populair. Ze werden toen opnieuw in productie genomen. Deze nieuwe modellen verschillen echter wel in de elektronica en de kwaliteit van het hout.

Om deze reden wordt momenteel voor een oude Mustang meer geld betaald dan een nieuw exemplaar. Pre-CBS Mustangs zijn ook weer duurder dan Post-CBS (na 1965).
De Mustang werd aanvankelijk alleen in de kleuren rood, wit en blauw geproduceerd, maar later ook in andere kleuren als sunburst, zwart, oranje en blond.

## Mustang-spelers
Een van de beroemdste gitaristen die een Mustang bespeelden, was Kurt Cobain.
- Ry Cooder
- Tash Sultana
- Ruban Nielson (Unknown Mortal Orchestra)
- Norah Jones
- Ty Segall Band
- Mark Arm (Mudhoney)
- Blixa Bargeld (Nick Cave and the Bad Seeds, Einstürzende Neubauten)
- David Berman (Silver Jews)
- William Bernhard (Sky Cries Mary)
- Frank Black
- Rob Buck (10,000 Maniacs)
- Eric Burdon
- David Byrne
- Kurt Cobain
- Billy Corgan, Smashing Pumpkins
- Graham Coxon (Blur)
- Jason Falkner
- James Frost The Automatic
- John Frusciante, Red Hot Chili Peppers
- Blaine Harrison, Will Rees - The Mystery Jets
- PJ Harvey
- Marike Jager
- Ryan Jarman (The Cribs)
- Kelly Jones (Stereophonics)
- Addison Kane
- Brad Laner (Medicine)
- Moe
- Thurston Moore (Sonic Youth)
- Buzz Osbourne (The Melvins)
- Liz Phair (eigenlijk Duo-Sonic en Musicmaster)
- Elvis Presley
- Omar Rodriguez-Lopez, The Mars Volta en At the Drive-In
- Todd Rundgren
- Martha Schwendener (Bowery Electric)
- Shakira
- Juanita Stein (Waikiki/Howling Bells)
- Steve Turner (Mudhoney)
- Simon Taylor-Davis (Klaxons)
- Shamus (Sound Salvation)
- Chino Moreno (Deftones)
- Dan Boeckner (Wolf Parade)
- Peter Cats (The Heavens Devils)
- Edgar Winter
- Leon Fransen (Cortege du Sage)

## Trivia
De naam Mustang is door Fender ook voor andere producten gebruikt. Zo werd in de jaren 1980 door het toenmalige Indiase ondermerk Sunn een Stratocaster gebouwd met de naam Mustang. Ook bestaat er een Fender Mustang Bass (basgitaar) en een populaire laaggeprijsde lijn van gitaar-modellingversterkers.